# Hohenfeld (Adelsgeschlecht)

Wappen derer von Hohenfeld

Die Hohenfelder waren ein österreichisches Adelsgeschlecht, deren Lebensmittelpunkt ursprünglich in Österreich ob der Enns (Oberösterreich) war. Mit Feldmarschallleutnant Otto Adolf Graf Hohenfeld starben die Hohenfelder im Mannesstamm 1824 aus.

## Geschichte
Die Hohenfelder sind erstmals mit ihrem Stammvater Otto (1297–1328) greifbar. Nach dem GHdA tritt das Geschlecht urkundlich bereits erstmals am 1. Mai 1291 mit Ulreich von Hohenfeld auf. Die zuerst nur niederen Adeligen im Attergau gewannen als Vögte der Burg Wels das Vertrauen von Kaiser Friedrich III. Christoph Hohenfelder war ab 1476 Schloßhauptmann von Linz, wurde am 5. Januar 1484 in den Freiherrenstand erhoben und bekleidete in seinen letzten Lebensjahren das Amt des Burghauptmanns in Wien. In den nächsten Jahrhunderten erwarben die Hohenfelder viele Güter und bekleideten hohe Ämter sowohl in Österreich als auch in deutschen Landen.

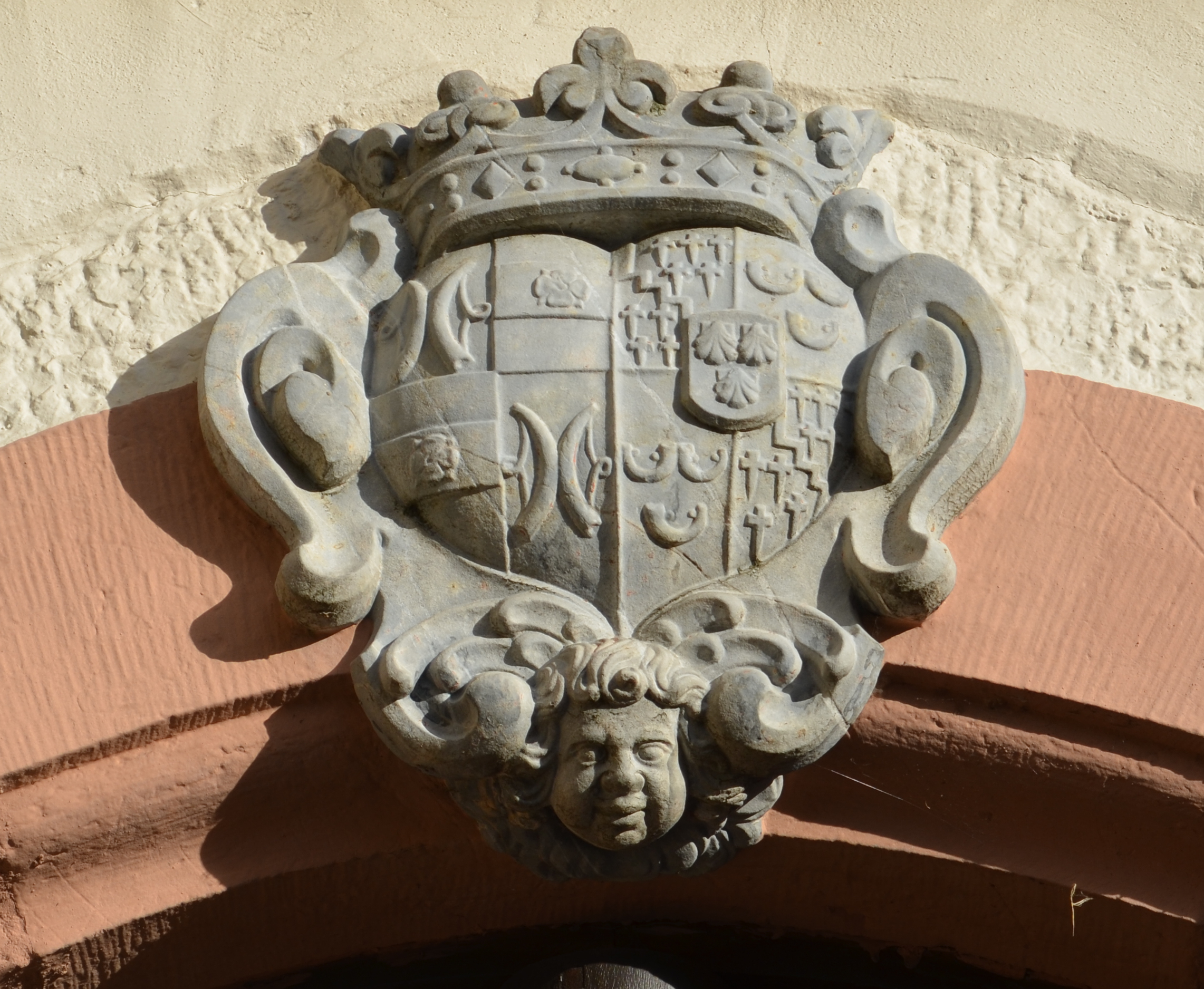
Allianzwappen der Hohenfelder und der Metternich-Winneburger in Bad Camberg an der Hohenfeld-Kapelle

Der österreichische Freiherrnstand kam am 28. Juli 1652 an die Familie. Am 7. März 1669 folgte die Hebung in den Reichsgrafenstand. Eine weitere Nobilitierung in den österreichischer Grafenstand erging am 24. Dezember 1714. Am 7. Oktober 1813 wurde die Familie bei der bayerischen Ritterschaft immatrikuliert.

## Besitzungen
Ausgewählte Besitzungen:
- Schloss Aistersheim (1464–1830)
- Schloss Almegg (–1808)
- Schloss Egeregg (1615–1622)
- Schloss Gobelsburg (1693–1740)
- Schloss Hirschstetten (1693–1713)
- Schloss Kirchberg am Walde (1489–1555)
- Schloss Obereitzing (1602–1638)
- Schloss Peuerbach (1593–1626)
- Schloss Radeck (16. Jahrhundert)
- Schloss Rosenegg (16. Jahrhundert)
- Schloss Schlüßlberg (1429–1472)
- Schloss Walterskirchen (1666–1733)
- Schloss Weidenholz (1612– um 1630)
- Schloss Wildenhag (1614–16??)
- Burg Edramsberg (ab 1472)
- Burg Schönering (um 1472)
- Freihaus Hohenfeld in der Linzer Altstadt (1680–1786)

## Bedeutende Hohenfelder
- Achatius von Hohenfeld (1610–1672), kaiserlicher und kurbayerischer Oberstleutnant, kurtrierscher Kammerpräsident
- Franz Carl Friedrich von Hohenfeld (1696–1757), Domdekan in Worms und Statthalter des Fürstbischofs
- Otto Philipp von Hohenfeld (1733–1799), kaiserlicher Feldzeugmeister
- Otto Ignaz Adam Karl von Hohenfeld (1662–1726), österreichischer Generalfeldwachtmeister
- Otto Adolf Karl Johann von Hohenfeld (1764–1824), österreichischer Feldmarschalleutnant